# Rémy Cabella
Rémy Cabella (* 8. März 1990 in Ajaccio) ist ein französischer Fußballspieler.

## Karriere

### Im Verein
Cabella, als Sohn einer korsischen Mutter und eines italienischen Vaters auf Korsika geboren, kommt aus der Jugendabteilung des HSC Montpellier, bei dem er ab der Saison 2009/10 zum Profikader gehörte. Nachdem er in seiner ersten Saison zu keinem Einsatz in der Ligue 1 gekommen war, wurde er für die Saison 2010/11 an den AC Arles-Avignon verliehen. Dort kam er am 4. Dezember 2010 zu seinem ersten Profieinsatz in der Ligue 1, als er beim Spiel gegen die AS Nancy eingewechselt wurde. Zur Saison 2011/12 kehrte er zum HSC Montpellier zurück, mit dem er 2012 die französische Meisterschaft gewann. Im Juli 2014 sicherte sich Newcastle United ab der Saison 2014/15 für sechs Jahre die Dienste des Franzosen. Nach einem Jahr bei Newcastle wurde er im Sommer 2015 an Olympique Marseille ausgeliehen. Ein Jahr später zog Marseille die Kaufoption nach der Leihe von Cabella und verpflichteten ihn somit fest. Von dort aus wurde er 2017 an AS Saint-Étienne verliehen.
Infolge des Russischen Überfalles auf die Ukraine 2022 verließ Cabella Russland; dafür wurde er von Krasnodar freigestellt. Im April 2022 schloss er sich seinem ehemaligen Verein HSC Montpellier an. Im Sommer 2022 wechselte er zum OSC Lille.

### Nationalmannschaft
Zwischen 2010 und 2012 kam Cabella bei 17 Spielen der französischen U-21-Nationalmannschaft zum Einsatz und erzielte dabei vier Tore. Am 27. Mai 2014 debütierte Cabella im A-Team der französischen Fußballnationalmannschaft.

## Erfolge
- Französischer Meister: 2012